# Fanjingshan
De Fanjingshan (Chinees: 梵净山, pinyin: Fànjìngshān) is een berg in Tongren, in de Chinese provincie Guizhou. Met een hoogte van 2570 meter is het de hoogste berg van het Wuling-gebergte. In het Chinese boeddhisme wordt Fanjingshan als een heilige berg beschouwd.
In 1978 werd het Nationaal natuurreservaat Fanjingshan opgericht, dat in 1986 door het UNESCO werd aangewezen als biosfeerreservaat. In 2018 werd Fanjingshan tot Werelderfgoed benoemd.

## Etymologie
'Fanjingshan' betekent 'De berg Fanjing'. De naam 'Fanjing' is afgeleid van Fantian Jingtu (梵天净土), oftewel 'Brahma's Zuivere Land'. Het Zuivere Land is een gedachtegoed dat centraal staat in het Zuiver Land-boeddhisme.

## Ligging en ecologie
Fanjingshan ligt in Tongren te Guizhou, in het zuidwesten van China. Het is de hoogste berg van het Wuling-gebergte. Het terrein varieert van 480 tot 2570 meter boven zeeniveau.
In 1978 werd op de berg een gebied van 567 vierkante kilometer bestempeld als natuurreservaat. In 1986 werd het zogenoemde Nationaal natuurreservaat Fanjingshan door het UNESCO aangewezen als biosfeerreservaat.  Tijdens de 42e sessie van de Commissie voor het Werelderfgoed in juli 2018 werd Fanjingshan tot Werelderfgoed benoemd.
Het reservaat bestaat voornamelijk uit subtropische hellingbossen. Het bevat het grootste intacte subtropische berkenoerbos ter wereld. Fanjingshan is door zijn relatief geïsoleerde ligging een 'sky island' met een hoge biodiversiteit. Endemische soorten zijn onder andere de zeldzame witmantelstompneusaap (Rhinopithecus brelichi) en de zilversparrensoort Abies fanjingshanensis. Op de berg leven ook bedreigde diersoorten als de Chinese reuzensalamander, het Oost-Chinees muskushert en de koningsfazant.

## Boeddhisme
In het Chinese boeddhisme is Fanjingshan een belangrijke berg, die in heiligheid alleen onderdoet voor de Vier heilige boeddhistische bergen. Fanjingshan zou de bodhimaṇḍa van Maitreya, zijn, oftewel de plaats waar de toekomstige Boeddha ontwaakte.

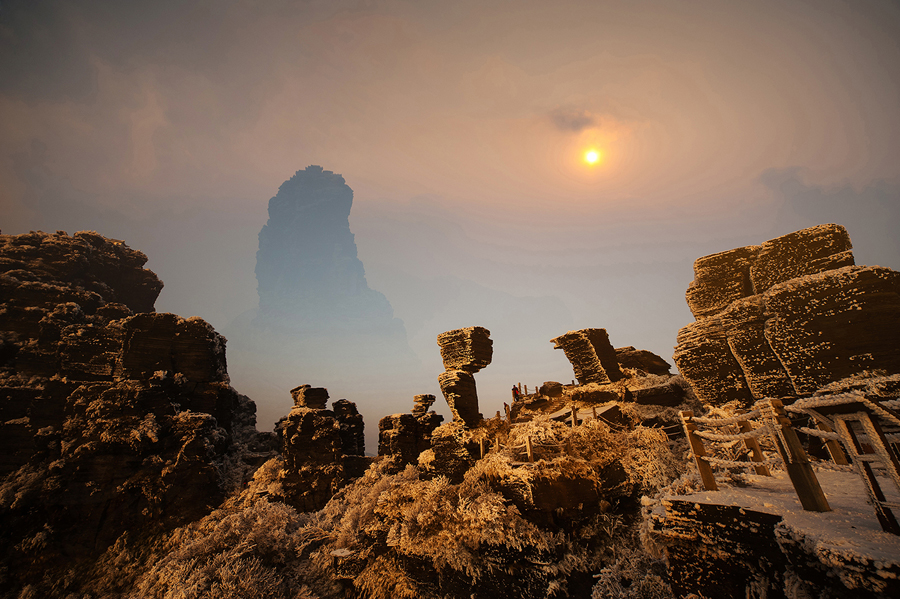
Fanjingshan

Het boeddhisme bereikte op zijn laatst tijdens de Tang-dynastie de berg Fanjingshan. De invloed werd versterkt door de Zangke-weg (牂牁道) die Hou Hongren (侯弘仁) in 639 liet bouwen. Hierdoor werden bouwtransporten door het Wuling-gebergte mogelijk en verrezen er diverse boeddhistische tempels op de Fanjingshan. Ook gedurende de Song- en Yuan-dynastie werden er tempels bijgebouwd.
Tijdens de Ming- en Qing-dynastie behoorden de meeste tempels op de berg tot de boeddhistische Zuiver Land- en Linji-stromingen. Gedurende de Bozhou-opstand in de tweede helft van de 16e eeuw werden veel tempels beschadigd. Nadat keizer Wanli de opstand had onderdrukt, gaf hij de monnik Miaoxuan (妙玄) opdracht om enkele tempels te herbouwen, waaronder de Cheng'en-tempel (承恩寺). In deze periode werden ook veel nieuwe tempels gebouwd, waarna de berg een belangrijk boeddhistisch centrum werd.
In de roerige laatste periode van de Qing-dynastie werden veel tempels op de Fanjingshan verwoest door plunderende legers en bandieten. In de periode van de Chinese Republiek bleef hier een klein aantal monniken over. De Culturele Revolutie (1966–1976) resulteerde opnieuw in verdere tempelverwoestingen.

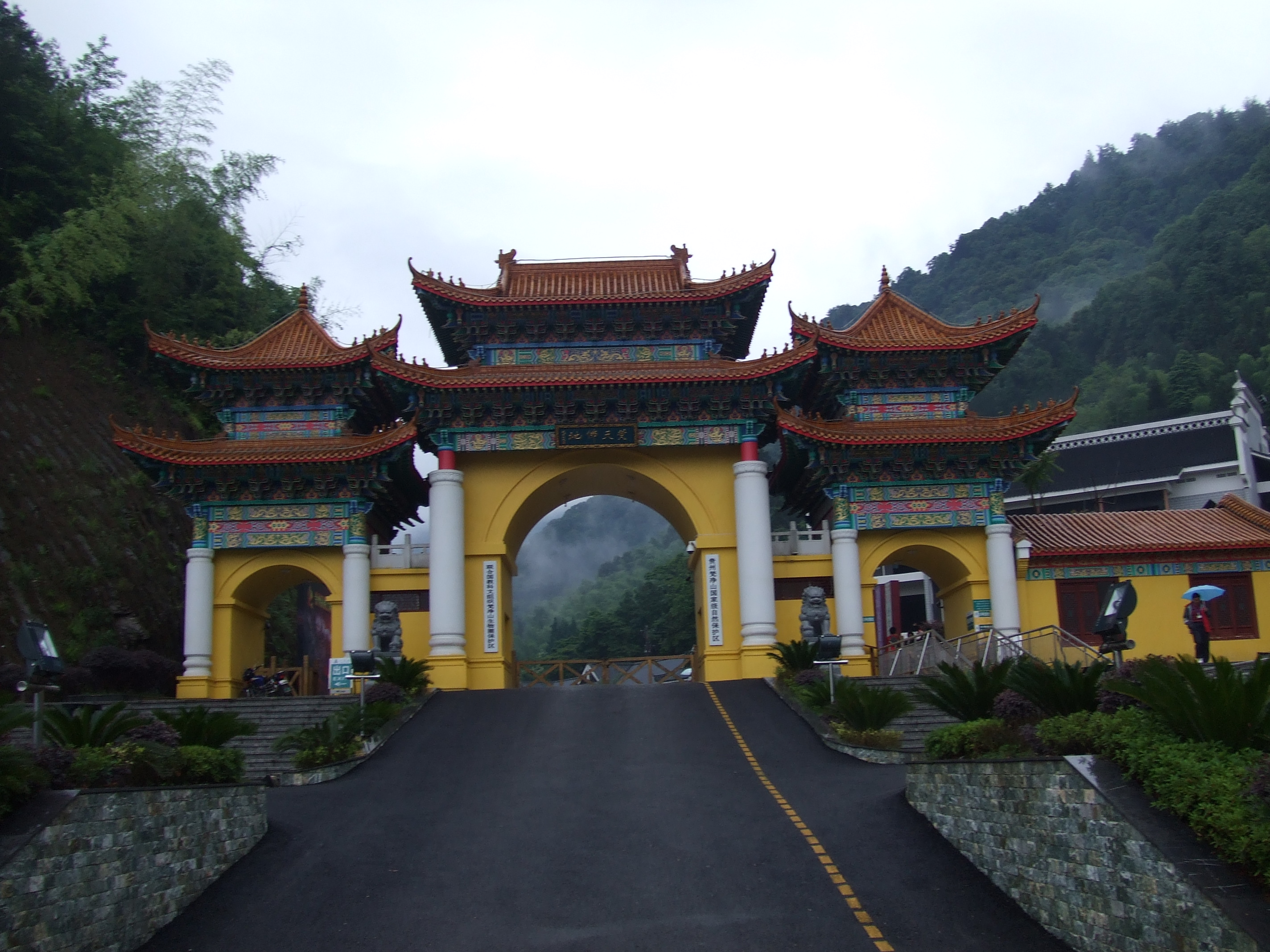
Poort van een van de boeddhistische tempels op de berg

Sinds de jaren 1980 kende het boeddhisme een opleving. Een groot aantal oude tempels op de berg werden gerenoveerd of herbouwd, waaronder de Cheng'en-tempel, de Huguo Chan-tempel (护国禅寺), de Grote Gouden Boeddha-tempel (大金佛寺) en de Longquan-tempel (龙泉寺). In 2010 werd het Fanjingshan Boeddhistische Culturele Park geopend. In de Gouden Zaal staat een vijf meter hoog standbeeld van Maitreya, dat is opgetrokken uit 250 kilogram goud en duizenden edelstenen. Naar verluidt is het de grootste gouden Maitreya-beeld ter wereld.
- Library of Congress Control Number: sh88006055
- Nationale Bibliotheek van Israël: 987007534453905171
- Virtual International Authority File: 148190182

Chinese Muur · Heilige berg Taishan · Verboden Stad · Paleis van Mukden · Mogaogrotten · Mausoleum van de eerste Qin-keizer · Vindplaats van de Pekingmens in Zhoukoudian · Berglandschap van Huang Shan · Jiuzhaigou-vallei · Huanglong · Wulingyuan · Bergresidentie en afgelegen tempels van Chengde · Tempel en begraafplaats van Confucius en het huis van de familie Kong in Qufu · Oud gebouwencomplex in de Wudangbergen · Historisch ensemble van het Potala-paleis in Lhasa · Jokhangtempel · Norbulingkatempel · Nationaal park Lushan · Landschap rond de berg Emei, inbegrepen het gebied van de Grote Boeddha van Leshan · Oude stad Lijiang · Oude stad Pingyao · Suzhou · Zomerpaleis, een keizerlijke tuin in Peking · Tempel van de hemel, een keizerlijk offeraltaar in Peking · Rotssculpturen van Dazu · Wuyigebergte · Oude dorpen in zuidelijk Anhui - Xidi en Hongcun · Keizerlijke paleizen van de Ming- en Qing-dynastieën in Peking en Shenyang · Grotten van Longmen · Qingcheng en Dujiangyan-irrigatiesysteem · Grotten van Yungang · Beschermd gebied van drie parallelle rivieren in Yunnan · Hoofdsteden en graven van het oude koninkrijk Koguryo · Historisch centrum van Macau · Reservaten van de reuzenpanda in Sichuan · Yinxu · Diaolou en dorpen in Kaiping · Zuid-Chinese karstlandschap · Tulou in Fujian · Nationaal park Sanqingshan · Wutai Shan · Cultuurlandschap van het Westelijke Meer van Hangzhou · Tian Shan in Xinjiang · Cultuurlandschap van rijstterrassen van de Hani in Honghe · Het Grote Kanaal · Zijderoute: het wegennetwerk van de Chang'an-Tiensjancorridor · Sites van de Tusi · Cultuurlandschap met rotstekeningen van Zuojiang Huashan · Hubei Shennongjia · Qinghai Hoh Xil · Gulangyu: een historische internationale nederzetting · Fanjingshan · Archeologische ruïnes van de stad Liangzhu · Trekvogelreservaten langs de kust van de Gele Zee en de Golf van Bohai · Quanzhou